# Philipp Orter
Philipp Orter, né le 16 février 1994 à Villach, est un spécialiste autrichien du combiné nordique. 

## Carrière
Il commence sa carrière au niveau international junior en participant au circuit de l'Alpen Cup (Coupe OPA) à partir de 2009. 
En 2011, il gagne le sprint par équipe du Festival olympique de la jeunesse européenne.
Sa première sélection en équipe nationale date de février 2012 lorsqu'il est appelé pour l'étape de Coupe du monde de Val di Fiemme où il ne marque pas de points. Quelques semaines plus tard, il se rend pour ses premiers Championnats du monde junior à Erzurum et y décroche la médaille d'or dans le concours par équipes.
Lors de l'édition 2013 des Championnats du monde junior, il est médaillé d'argent par équipes. En 2013, il gagne aussi sa première épreuve en Coupe continentale à Eisenerz.
En janvier 2014, il marque ses premiers points en Coupe du monde (trente premiers) en terminant 24e à Seefeld. Il se rend ensuite aux Championnats du monde junior à Val di Fiemme, où il remporte les trois épreuves au programme, les deux individuelles (où il bat Ilkka Herola puis David Welde de peu) ainsi que celle par équipes. En fin de saison, il conclut trois épreuves de Coupe du monde dans les points.
Il entame la saison 2014-2015 par son premier top 10 en se classant neuvième de l'épreuve d'ouverture à Kuusamo.
Il obtient son premier podium dans une épreuve par équipes en février 2016 à Lahti (3e) puis lors des Championnats du monde 2017 à Lahti, il gagne une médaille de bronze avec le relais, arrivant aussi huitième en individuel.
En 2023, il prend sa retraite.

## Palmarès

### Championnats du monde
| Épreuve / Édition | Épreuve / Édition | Falun 2015 | Lahti 2017                |
| ----------------- | ----------------- | ---------- | ------------------------- |
| Gundersen         | PT                | 14e        | 8e                        |
| Gundersen         | GT                | —          | 12e                       |
| Par équipes       | PT                | 5e         | Médaille de bronze, monde |
| Par équipes       | GT (sprint)       | —          | —                         |

### Coupe du monde
- Meilleur classement général : 17e en 2016 et 2017.
- Meilleur résultat individuel : 5e.
- 3 podiums par équipes.

Palmarès à l'issue de la saison 2021-2022.

#### Différents classements en Coupe du monde
| Année     | Classement général final |
| 2013-2014 | 65e                      |
| 2014-2015 | 26e                      |
| 2015-2016 | 17e                      |
| 2016-2017 | 17e                      |
| 2017-2018 | 51e                      |
| 2018-2019 | 32e                      |
| 2019-2020 | 19e                      |
| 2020-2021 | 37e                      |
| 2021-2022 | 26e                      |
| 2022-2023 | 49e                      |

### Championnats du monde junior
- Médaille d'or par équipes en 2012 à Erzurum.
- Médaille d'or à la Gundersen HS106 + 5 km en 2014 à Val di Fiemme.
- Médaille d'or à la Gundersen HS106 + 10 km en 2014.
- Médaille d'or par équipes en 2014.
- Médaille d'argent par équipes en 2013 à Liberec.

### Festival olympique de la jeunesse européenne
- Médaille d'or du sprint par équipes en 2011.

### Coupe continentale
- 1 victoire individuelle et 2 victoires par équipe.

### Championnats d'Autriche
- Champion au tremplin normal en 2016.